# Wilsonformeln
Wilsonformeln är en matematisk formel för att räkna ut en optimal partistorlek, under förutsättning att brist inte är tillåten, att efterfrågan per tidsenhet är känd och jämn och att påfyllnaden av lagret är ögonblicklig. Formeln är enligt följande:
{\displaystyle Q^{*}={\sqrt {2KD \over H}}}
där,
{\displaystyle Q^{*}}= optimal orderkvantitet

K  = ordersärkostnaden (kostnad per order utöver produktens kostnad)

D  = produktefterfrågan per tidsenhet

H  = lagerhållningskostnaden per enhet och tidsenhet

En annan variant på Wilsonformeln är:
{\displaystyle Q^{*}={\sqrt {2NP \over UB}}}
där,
{\displaystyle Q^{*}}= optimal orderkvantitet

N  = Antal artiklar

P  = Ordersärkostnad i styck

U  = Lagerhållningsränta

B  = Styckpris

En enkel fras för att komma ihåg denna formel är "2 Nakna Poliser Utan Batong".
Man vill bestämma inköpskvantiteten så att lagerhållningen inte blir för stor och kapitalkrävande, men samtidigt vill man inte beställa nya varupartier alltför ofta. Såväl lagerhållning som inköp är kostnadskrävande. Användningen av formeln kräver att förutsättningarna enligt ovan är uppfyllda.
Formeln uttrycker att större årsbehov eller inköpssärkostnad ger större optimal inköpskvantitet medan en större lagerhållningssärkostnad ger mindre optimal inköpskvantitet.
Wilsonformeln är även känd som EOQ-modellen, Economic Order Quantity.